# Vinohrady (přírodní památka)
Vinohrady jsou přírodní památka v okrese Brno-venkov. Leží jihozápadně od zástavby obce Velatice v lokalitě Domovní vinohrádky na dvou oddělených územích. Důvodem ochrany je zachování přirozeného a málo narušeného biotopu stepního charakteru s mimořádným výskytem kosatce nízkého (Iris pumila). Je to jedna z nejsevernějších lokalit této vzácné chráněné rostliny, neboť dále na sever se již nevyskytuje.